# 拉克羅斯縣 (威斯康辛州)
拉克羅斯县（英語：La Crosse County）是位於美国威斯康辛州西部的一個縣，西隔密西西比河與明尼蘇達州相望，面積1,243平方公里。根據2020年美國人口普查統計，共有人口12萬784人。縣治拉克罗斯（La Crosse）。該縣成立於1851年3月1日，縣政府成立於當年5月；縣名來自縣治（是法国人對印第安人一種類似曲棍球的遊戲的稱呼）。